# 秋山佑奈
秋山 佑奈（あきやま ゆうな、旧姓：高橋〈たかはし〉、1983年〈昭和58年〉5月25日 - ）は、日本の女優、ドッグトレーナー、芸能マネージャー。本名同じ。東京都出身。身長153cm、スリーサイズはB84cm、W59cm、H87cm、シューズサイズ23cm。旧姓名の「高橋 佑奈」名義でメディアに出る場合もある。
父は映画監督の高橋伴明、母は女優の高橋惠子。高橋惠子のマネージャーを務めている。

## 来歴・人物
息子1人、娘が5人いる。現在は、両親など4世代8人で東京都国立市に在住。
趣味は料理、トカゲと散歩。特技は動物達と会話で、ドッグトレーナーとしても活躍。
2007年8月、土曜スペシャル『大人の夏休み』（テレビ東京）で、母の高橋惠子と親子出演。2008年1月19日放送の『犬ディージョーンズ 〜愛犬家ナンバーワンは誰か!!〜』（フジテレビ）に出演。2008年5月には父の高橋伴明監督、西田敏行主演の映画『丘を越えて』で、遊女役で映画初出演を果たす。2009年7月14日、『徹子の部屋』（テレビ朝日）において女優40周年を迎えた高橋惠子と親子出演。4世代8人の大所帯について語った。